# Stephen Kipkosgei Biwott
Stephen Kipkosgei Biwott (* 1976) ist ein kenianischer Marathonläufer.
2005 wurde er Sechster beim Madrid-Marathon und siegte beim Rio-de-Janeiro-Halbmarathon und bei der Maratona d’Italia.
2007 wurde er Elfter beim Boston-Marathon und Vierter beim Dallas White Rock Marathon, 2008 Dritter bei der Maratona d’Europa.
Sein jüngerer Bruder Robert Kipkoech Cheruiyot ist ebenfalls als Marathonläufer erfolgreich.

## Persönliche Bestzeiten
- Halbmarathon: 1:02:46 h, 14. August 2005, Rio de Janeiro
- Marathon: 2:11:16 h, 16. Oktober 2005, Carpi